# Barragem do Caldeirão
A barragem do Caldeirão localiza-se no concelho de Guarda, distrito de Guarda, Portugal. Situa-se na ribeira do Caldeirão, abrangendo as freguesias de Maçainhas e das Uniões de Freguesia de Corujeira e Trinta, Mizarela, Pero Soares e Vila Soeiro. O projecto de construção foi feito em 1988 e a barragem foi inaugurada em 1993. Tem como objectivo o abastecimento de água e a produção de energia.

## Barragem
É uma barragem em arco em betão. Possui uma altura de 39 m acima da fundação e um comprimento de coroamento de 122 m. O volume de betão é de 26.000 m³. Possui uma capacidade de descarga máxima de 242 m³/s.

## Albufeira
A albufeira da barragem apresenta uma superfície inundável ao NPA (Nível Pleno de Armazenamento) de 0,66 km² e tem uma capacidade total de 5,52 Mio. m³ (capacidade útil de 3,47 Mio. m³). As cotas de água na albufeira são: NPA de 702 metros, NMC (Nível Máximo de Cheia) de 703,7 metros e NME (Nível Mínimo de Exploração) de ... metros.

## Central hidroeléctrica
A central hidroeléctrica é constituída por um grupo Francis com uma potência total instalada de 32 (o 40) MW. A energia produzida em média por ano é de 45 (48,7 o 50) MW.
A potência nominal da turbina é de 41,4 MW, a potência aparente nominal do alternador é de 40 MVA. A queda bruta mínima é de 185,4 m e a queda bruta máxima 193 m. O caudal máximo turbinável é de 26 m³/s.